# 陳鑫海
陳鑫海（2001年7月5日—），中國大陸男演員。2020年，参加優酷選拔節目《少年之名》，最終獲得第23名，並出演短片《因為是少年》。後因出演電視劇《最食人間煙火色》、《墨雨云间》為大眾熟知。

## 經歷
2001年，出生於福建省，後隨家人移居廣東東莞，並在東莞求學及成長，自稱為半個廣東人。2019年，到北京開始練習生生活。曾經獲得「狐友國民校草」十強成績。
2020年，參加優酷男子團體競演養成類選秀節目《少年之名》並晉級至總決賽，最終獲得第23名，並未成團出道。2023年，電視劇《最食人間煙火色》開播，與盧洋洋合作，飾演男主角景琛，開始受到觀眾矚目。4月24日，與王玉雯、王子奇聯袂主演的都市情感劇《你給我的喜歡》在騰訊視頻播出，飾演游泳教練陳家俊。

## 影視作品

### 電視劇
| 播映年份 | 電視劇名稱     | 角色   | 備註     |
| -------- | -------------- | ------ | -------- |
| 2023年   | 人設           | 孟德   | 網絡劇   |
| 2023年   | 絕配酥心唐     | 路言之 | 網絡劇   |
| 2023年   | 最食人間煙火色 | 景琛   | 網絡劇   |
| 2023年   | 你給我的喜歡   | 陳家俊 | 網絡劇   |
| 2023年   | 親愛的白月光   | 费铭轩 | 網絡短劇 |
| 2024年   | 墨雨云间       | 葉世傑 | 網絡劇   |
| 2025年   | 仙台有树       | 苏域   |          |
| 2025年   | 临江仙         | 张酸   | 網絡劇   |
| 待播     | 兄友妹恭       | 陈安   |          |
| 待播     | 古乐风华录     |        |          |
| 待播     | 逍遥           |        |          |
| 待播     | 表妹万福       |        |          |